# 非完整体
非完整體（imperfective aspect）是一種語法體。它提及從特定觀點可被看作正在進行的、慣常的、重復的或一般包含內部結構的行動。對立用法是完整體，它把行動看作一個單一整體。

## 英語實例
在陳述句中，非完整體通常用來描述背景狀況（“It was midnight.  The room was dark.  The rain was beating down.  Water streamed in through a broken window.  A gun lay on the table.”），而完整體用來描述行動（“Suddenly, a man burst into the room, ran over to the table, and grabbed the gun.”）。

## 俄語實例
俄語未完成體(несовершенный вид)的時態有：過去時、現在時、將來時。其表示的意義為：
1. 行為沒有界限，表示在一定的時間行為持續的進行。
2. 經常重覆發生的行為，亦表示動作次序可能是同時發生。（也可由動作之間「邏輯關」來判斷是「同時」，或「前」發生）。
3. 說明行為的發展及持續等過程，注重行為本身有否發生。

除非另有規定，而一般動詞的（未完成體）現在式，與（完成體）未來式的人稱變化一樣。一個句子用（完成體），或是（未完成體）的動詞端視句子上下文、時態、及人物立場等因素來決定。:p.84

## 漢語實例
在漢語中，動詞後的「著」、「起來」和「下去」，都可表示非完整體(《現代漢語時體系統研究》,1996)。
非完整體是相對於完整體而言的，它觀察事件的方式是著眼於內部，對所觀察的事件進行分解。一個事件的構成，有起始、持續、終結等；完整體把這些事件的構成都忽視，而非完整體或者反映事件的持續、或者反映事件的起紿、或者反映事件的繼續。
「著」表示持續性，表明事件是處於其連續不斷的過程之中，“起來"表示事件的起始部分，「下去」表示事件繼續發生或進行。
漢語的方言中也有非完整體，例如粵語的「住」和「緊」（前者相當於普通話的「著」，而後者在普通話則沒有相應的動詞詞尾）。

## 關連項目
- 完整體

## 外部連結
- 線上互動俄文文法 （页面存档备份，存于）（英文）